# Poczet Królów Polskich (Toruń)
Poczet Królów Polskich – jeden z pocztów królów polskich, kolorowy cykl portretów władców Polski znajdujący się od 1964 w Sali Królewskiej na pierwszym piętrze Ratusza Staromiejskiego w Toruniu. Uznawany jest za najstarszy zachowany zespół obrazów władców polskich .

## Historia
Poczet składa się z 24 olejnych portretów. 18 najstarszych namalowali przed 1645 trzej nieznani z nazwiska artyści (skupieni w toruńskim cechu malarskim), za życia króla Władysława IV Wazy dla uświetnienia zjazdu Colloquium charitativum w Toruniu. Portrety kolejnych władców były wykonywane sukcesywnie na bieżąco, za życia aktualnie panujących stąd ich realizm jest większy od pozostałych pocztów. W skład toruńskiego pocztu wchodzi także owalny portret ostatniego króla Polski, Stanisława Augusta Poniatowskiego z 1783, który Rada Miejska otrzymała w darze od samego monarchy. Autorem portretu był artysta z pracowni nadwornego malarza królewskiego Marcello Bacciarellego.
Pięć z dawnych portretów królewskich uległo zniszczeniu w 1703 w czasie szwedzkiego bombardowania Torunia podczas III wojny północnej. W celu uzupełnienia kolekcji, w 1828 Rada Miejska zamówiła u malarza Jana Bogumiła Jacobiego portrety Bolesława Chrobrego, Kazimierza Odnowiciela, Bolesława Krzywoustego, Władysława Łokietka i Kazimierza Wielkiego. Zostały one wykonane wzorując się na wizerunkach wykonanych przez Bacciarellego dla Zamku Królewskiego w Warszawie.

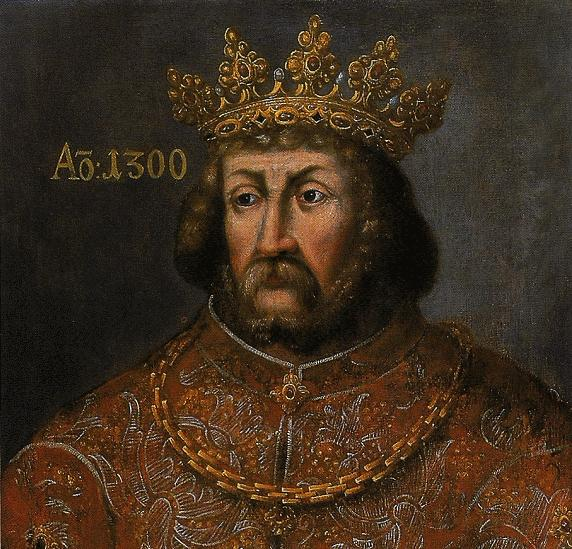
Wacław II
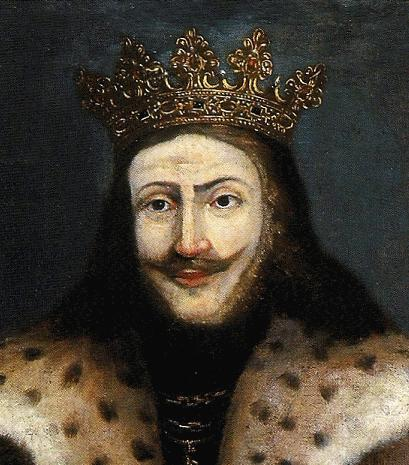
Ludwik Węgierski
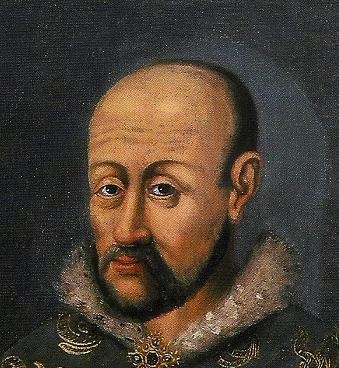
Władysław II Jagiełło
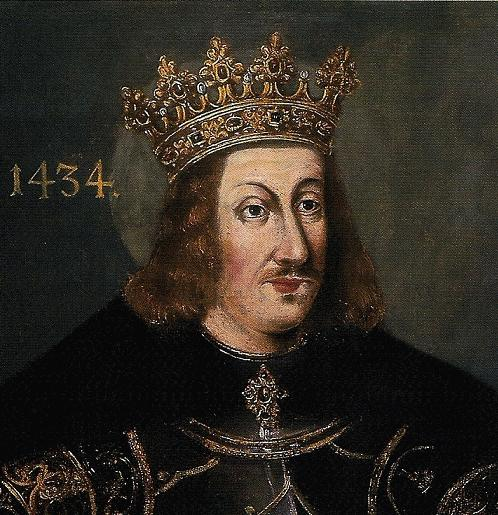
Władysław III Warneńczyk
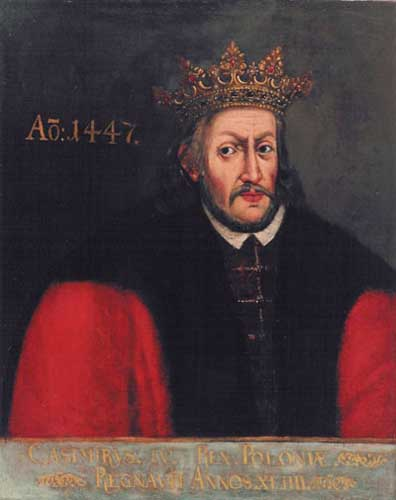
Kazimierz IV Jagiellończyk
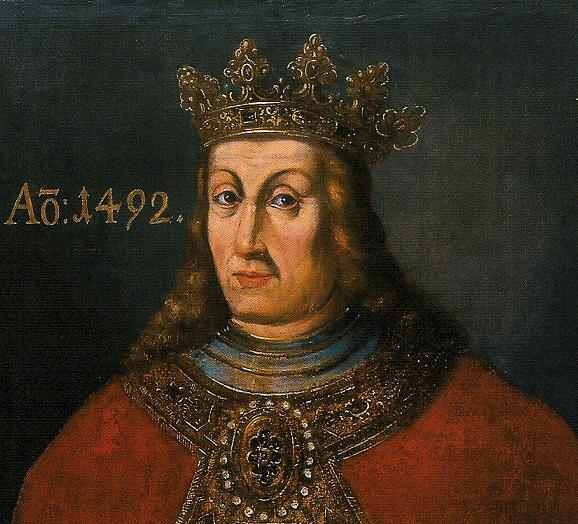
Jan I Olbracht
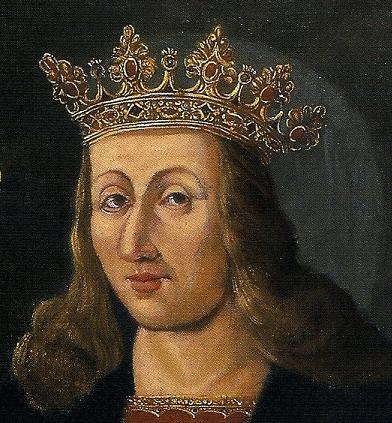
Aleksander Jagiellończyk
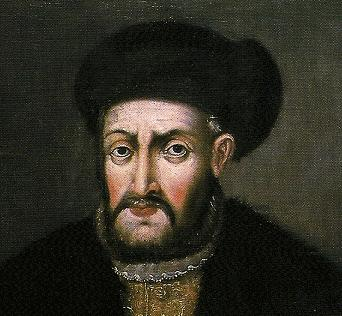
Zygmunt I Stary
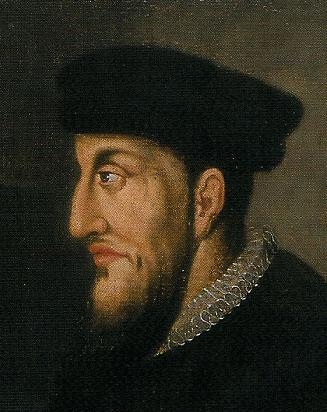
Zygmunt II August
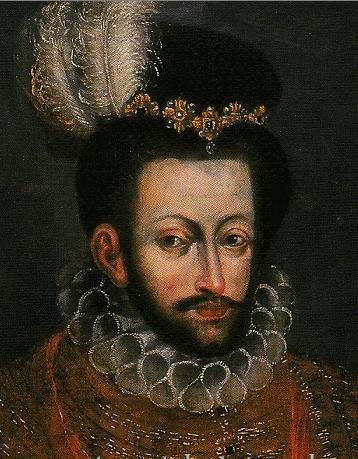
Henryk III Walezy
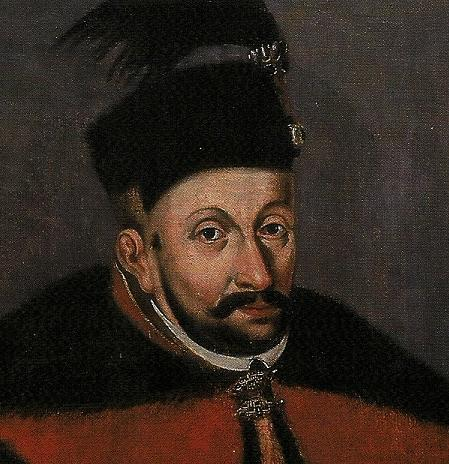
Stefan Batory
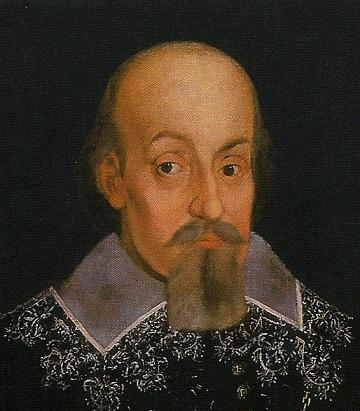
Zygmunt III Waza
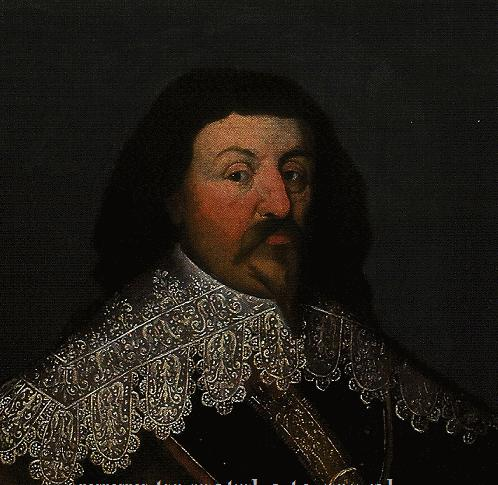
Władysław IV Waza
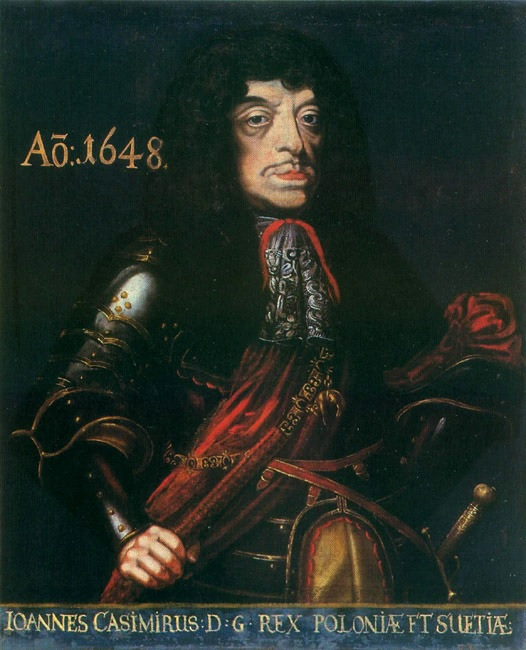
Jan II Kazimierz Waza
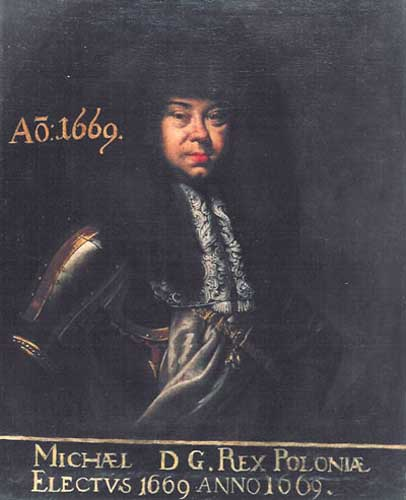
Michał Korybut Wiśniowiecki
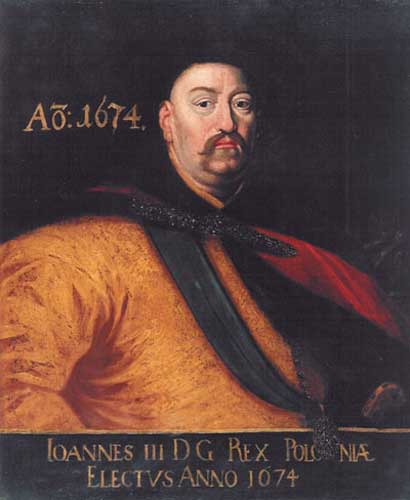
Jan III Sobieski